# Yelena Kalínina
Yelena Kalínina (en ruso: Елена Калинина; San Petersburgo, 20 de julio de 1997) es una deportista rusa que compitió en vela en la clase Formula Kite.
Ganó siete medallas en el Campeonato Mundial de Formula Kite entre los años 2013 y 2019, y cinco medallas en el Campeonato Europeo de Formula Kite entre los años 2014 y 2018.

## Palmarés internacional
| \| Campeonato Mundial \| Campeonato Mundial \| Campeonato Mundial \| Campeonato Mundial \| \| Año \| Lugar \| Medalla \| Clase \| \| ------------------ \| --------------------------- \| ------------------ \| ------------------ \| \| 2013 \| Boao (China) \| Medalla de bronce \| Formula Kite \| \| 2014 \| Estambul (Turquía) \| Medalla de plata \| Formula Kite \| \| 2015 \| Gizzeria (Italia) \| Medalla de oro \| Formula Kite \| \| 2016 \| Weifang (China) \| Medalla de plata \| Formula Kite \| \| 2017 \| Mascate (Omán) \| Medalla de plata \| Formula Kite \| \| 2018 \| Aarhus (Dinamarca) \| Medalla de plata \| Formula Kite \| \| 2019 \| Campione del Garda (Italia) \| Medalla de plata \| Formula Kite \| \| Campeonato Europeo \| \| \| \| \| Año \| Lugar \| Medalla \| Clase \| \| 2014 \| ND ( Polonia) \| Medalla de oro \| Formula Kite \| \| 2015 \| Bozcaada (Turquía) \| Medalla de oro \| Formula Kite \| \| 2016 \| Cagliari (Italia) \| Medalla de oro \| Formula Kite \| \| 2017 \| Estambul (Turquía) \| Medalla de bronce \| Formula Kite \| \| 2018 \| La Rochelle (Francia) \| Medalla de plata \| Formula Kite \| |                             |                   |              |
| Campeonato Mundial |                             |                   |              |
| Año | Lugar                       | Medalla           | Clase        |
| 2013 | Boao (China)                | Medalla de bronce | Formula Kite |
| 2014 | Estambul (Turquía)          | Medalla de plata  | Formula Kite |
| 2015 | Gizzeria (Italia)           | Medalla de oro    | Formula Kite |
| 2016 | Weifang (China)             | Medalla de plata  | Formula Kite |
| 2017 | Mascate (Omán)              | Medalla de plata  | Formula Kite |
| 2018 | Aarhus (Dinamarca)          | Medalla de plata  | Formula Kite |
| 2019 | Campione del Garda (Italia) | Medalla de plata  | Formula Kite |
| Campeonato Europeo |                             |                   |              |
| Año | Lugar                       | Medalla           | Clase        |
| 2014 | ND ( Polonia)               | Medalla de oro    | Formula Kite |
| 2015 | Bozcaada (Turquía)          | Medalla de oro    | Formula Kite |
| 2016 | Cagliari (Italia)           | Medalla de oro    | Formula Kite |
| 2017 | Estambul (Turquía)          | Medalla de bronce | Formula Kite |
| 2018 | La Rochelle (Francia)       | Medalla de plata  | Formula Kite |